# Nicole Schaller
Nicole Carmen Schaller (* 10. Mai 1993) ist eine Schweizer Badmintonspielerin. 

## Karriere
Nicole Schaller gewann als Juniorin im Alter von 18 Jahren 2012 ihren ersten nationalen Titel in der Schweiz. Dabei war sie im Dameneinzel erfolgreich. 2009 und 2010 konnte sie bereits die Juniorenmeisterschaften gewinnen. 2011 war sie bei den Welsh International erfolgreich, 2012 nahm sie an der Badminton-Mannschaftseuropameisterschaft teil und gewann zudem die Slovenia International.

## Sportliche Erfolge
| Saison | Veranstaltung                            | Disziplin            | Platz          | Name            |
| ------ | ---------------------------------------- | -------------------- | -------------- | --------------- |
| 2011   | Welsh International                      | Dameneinzel          | 1              | Nicole Schaller |
| 2012   | Welsh International                      | Dameneinzel          | Halbfinalistin | Nicole Schaller |
| 2013   | Swedish International Stockholm          | Dameneinzel          | Finalistin     | Nicole Schaller |
| 2013   | Badminton-Mannschaftseuropameisterschaft | Gemischte Mannschaft | -              | Schweiz         |
| 2013   | Greece International                     | Dameneinzel          | Finalistin     | Nicole Schaller |
| 2013   | St. Petersburg White Nights              | Dameneinzel          | Halbfinalistin | Nicole Schaller |